# Список країн за рівнем умисних убивств
Список країн за рівнем умисних вбивств:
1. Венесуела.
2. Північна Корея
3. США.
4. Китай.
5. Україна.
6. Росія.
7. Ізраїль.
8. Оман.
9. Аргентина.
10. Бразилія.

## Дані Генеральної Прокуратури України
Згідно з статистичною інформацією викладеною на офіційному сайті ГПУ за 2014-й рік скоєно 11018 убивств, загалом загинуло від правопорушень 12207 осіб у тому числі 11604 від тяжких та особливо тяжких злочинів, з них 2559 в ДТП. Таким чином рівень убивств становить 25,6 на 100 000 та рівень навмисних убивств 11,7 на 100000. 

Карта світу за рівнем умисних вбивств на 100 тисяч осіб. Джерело: УНП ООН.
0-1
1-2
2-5
5-10
10-20
>20

## Дослідження УНП ООН
Управління ООН з наркотиків та злочинності в 2012 зібрало дані, що включають в себе показники багатьох країн світу за період 1995-2011. Таблиці нижче наводять результати цього дослідження. При проведенні дослідження «Умисне вбивство» було визначено як умисне протизаконне заподіяння смерті іншій особі. Зверніть увагу, що під «Північною Америкою» мається на увазі макрорегіон по визначенню ООН, а не материк Північна Америка.

### За країнами
| Список країн за рівнем убивств на 100 тисяч осіб | Список країн за рівнем убивств на 100 тисяч осіб | Список країн за рівнем убивств на 100 тисяч осіб | Список країн за рівнем убивств на 100 тисяч осіб | Список країн за рівнем убивств на 100 тисяч осіб |
| Країна                                           | Рівень                                           | Загальне число вбивств                           | Частина світу                                    | Макрорегіон                                      |
| ------------------------------------------------ | ------------------------------------------------ | ------------------------------------------------ | ------------------------------------------------ | ------------------------------------------------ |
| Бурунді                                          | 21,7                                             | 1726                                             | Африка                                           | Східна Африка                                    |
| Коморські Острови                                | 12,2                                             | 85                                               | Африка                                           | Східна Африка                                    |
| Джибуті                                          | 3,4                                              | 29                                               | Африка                                           | Східна Африка                                    |
| Еритрея                                          | 17,8                                             | 879                                              | Африка                                           | Східна Африка                                    |
| Ефіопія                                          | 22,5                                             | 20239                                            | Африка                                           | Східна Африка                                    |
| Кенія                                            | 20,1                                             | 7733                                             | Африка                                           | Східна Африка                                    |
| Мадагаскар                                       | 8,1                                              | 1588                                             | Африка                                           | Східна Африка                                    |
| Малаві                                           | 36,0                                             | 5039                                             | Африка                                           | Східна Африка                                    |
| Маврикій                                         | 2,5                                              | 33                                               | Африка                                           | Східна Африка                                    |
| Мозамбік                                         | 8,8                                              | 1925                                             | Африка                                           | Східна Африка                                    |
| Руанда                                           | 17,1                                             | 1708                                             | Африка                                           | Східна Африка                                    |
| Сейшельські Острови                              | 8,3                                              | 7                                                | Африка                                           | Східна Африка                                    |
| Сомалі                                           | 1,5                                              | 138+                                             | Африка                                           | Східна Африка                                    |
| Уганда                                           | 36,3                                             | 11373                                            | Африка                                           | Східна Африка                                    |
| Танзанія                                         | 24,5                                             | 10357                                            | Африка                                           | Східна Африка                                    |
| Замбія                                           | 38,0                                             | 4710                                             | Африка                                           | Східна Африка                                    |
| Зімбабве                                         | 14,3                                             | 1775                                             | Африка                                           | Східна Африка                                    |
| Ангола                                           | 19,0                                             | 3426                                             | Африка                                           | Центральна Африка                                |
| Камерун                                          | 19,7                                             | 3700                                             | Африка                                           | Центральна Африка                                |
| Центральноафриканська Республіка                 | 29,3                                             | 1240                                             | Африка                                           | Центральна Африка                                |
| Чад                                              | 15,8                                             | 1686                                             | Африка                                           | Центральна Африка                                |
| Республіка Конго                                 | 30,8                                             | 1180                                             | Африка                                           | Центральна Африка                                |
| ДР Конго                                         | 21,7                                             | 13558                                            | Африка                                           | Центральна Африка                                |
| Екваторіальна Гвінея                             | 20,7                                             | 137                                              | Африка                                           | Центральна Африка                                |
| Сан-Томе і Принсіпі                              | 1,9                                              | 3                                                | Африка                                           | Центральна Африка                                |
| Габон                                            | 13,8                                             | 200                                              | Африка                                           | Центральна Африка                                |
| Алжир                                            | 1,5                                              | 516                                              | Африка                                           | Північна Африка                                  |
| Єгипет                                           | 1, 2                                             | 992                                              | Африка                                           | Північна Африка                                  |
| Лівія                                            | 2,9                                              | 176+                                             | Африка                                           | Північна Африка                                  |
| Марокко                                          | 1,4                                              | 447                                              | Африка                                           | Північна Африка                                  |
| Судан                                            | 24,2                                             | 10028+                                           | Африка                                           | Північна Африка                                  |
| Туніс                                            | 1,1                                              | 117                                              | Африка                                           | Північна Африка                                  |
| Ботсвана                                         | 14,5                                             | 287                                              | Африка                                           | Південна Африка                                  |
| Лесото                                           | 35,2                                             | 764                                              | Африка                                           | Південна Африка                                  |
| Намібія                                          | 17,2                                             | 352                                              | Африка                                           | Південна Африка                                  |
| ПАР                                              | 31,8                                             | 15940                                            | Африка                                           | Південна Африка                                  |
| Есватіні                                         | 12,9                                             | 141                                              | Африка                                           | Південна Африка                                  |
| Бенін                                            | 15,1                                             | 1262                                             | Африка                                           | Західна Африка                                   |
| Буркіна-Фасо                                     | 18,0                                             | 2876                                             | Африка                                           | Західна Африка                                   |
| Кабо-Верде                                       | 11,6                                             | 56                                               | Африка                                           | Західна Африка                                   |
| Кот-д'Івуар                                      | 56,9                                             | 10801                                            | Африка                                           | Західна Африка                                   |
| Гамбія                                           | 10,8                                             | 106                                              | Африка                                           | Західна Африка                                   |
| Гана                                             | 15,7                                             | 3646                                             | Африка                                           | Західна Африка                                   |
| Гвінея                                           | 22,5                                             | 2152                                             | Африка                                           | Західна Африка                                   |
| Гвінея-Бісау                                     | 20,2                                             | 294                                              | Африка                                           | Західна Африка                                   |
| Ліберія                                          | 10,1                                             | 371                                              | Африка                                           | Західна Африка                                   |
| Малі                                             | 8,0                                              | 1157                                             | Африка                                           | Західна Африка                                   |
| Мавританія                                       | 14,7                                             | 485                                              | Африка                                           | Західна Африка                                   |
| Нігер                                            | 3,8                                              | 552                                              | Африка                                           | Західна Африка                                   |
| Нігерія                                          | 12,2                                             | 18422                                            | Африка                                           | Західна Африка                                   |
| Сенегал                                          | 8,7                                              | 1027                                             | Африка                                           | Західна Африка                                   |
| Сьєрра-Леоне                                     | 14,9                                             | 837                                              | Африка                                           | Західна Африка                                   |
| Того                                             | 10,9                                             | 627                                              | Африка                                           | Західна Африка                                   |
| Ангілья                                          | 6,8                                              | 1                                                | Америка                                          | Карибський басейн                                |
| Антигуа і Барбуда                                | 6,8                                              | 6                                                | Америка                                          | Карибський басейн                                |
| Багами                                           | 27,4                                             | 94                                               | Америка                                          | Карибський басейн                                |
| Барбадос                                         | 11,3                                             | 31                                               | Америка                                          | Карибський басейн                                |
| Британські Віргінські Острови                    | 8,6                                              | 2                                                | Америка                                          | Карибський басейн                                |
| Кайманові Острови                                | 8,4                                              | 5                                                | Америка                                          | Карибський басейн                                |
| Куба                                             | 5,0                                              | 563                                              | Америка                                          | Карибський басейн                                |
| Домініка                                         | 22,1                                             | 15                                               | Америка                                          | Карибський басейн                                |
| Домініканська Республіка                         | 25,0                                             | 2513                                             | Америка                                          | Карибський басейн                                |
| Гренада                                          | 11,5                                             | 12                                               | Америка                                          | Карибський басейн                                |
| Гваделупа                                        | 7,0                                              | 32                                               | Америка                                          | Карибський басейн                                |
| Гаїті                                            | 6,9                                              | 689                                              | Америка                                          | Карибський басейн                                |
| Ямайка                                           | 52,2                                             | 1430                                             | Америка                                          | Карибський басейн                                |
| Мартиніка                                        | 4,2                                              | 17                                               | Америка                                          | Карибський басейн                                |
| Монтсеррат                                       | 19,7                                             | 1                                                | Америка                                          | Карибський басейн                                |
| Пуерто-Рико                                      | 26,2                                             | 983                                              | Америка                                          | Карибський басейн                                |
| Сент-Кіттс і Невіс                               | 38,2                                             | 20                                               | Америка                                          | Карибський басейн                                |
| Сент-Люсія                                       | 25,2                                             | 44                                               | Америка                                          | Карибський басейн                                |
| Сент-Вінсент і Гренадини                         | 22,9                                             | 25                                               | Америка                                          | Карибський басейн                                |
| Тринідад і Тобаго                                | 35,2                                             | 472                                              | Америка                                          | Карибський басейн                                |
| Острови Теркс і Кайкос                           | 8,7                                              | 3                                                | Америка                                          | Карибський басейн                                |
| Американські Віргінські Острови                  | 39,2                                             | 43                                               | Америка                                          | Карибський басейн                                |
| Беліз                                            | 41,4                                             | 129                                              | Америка                                          | Центральна Америка                               |
| Коста-Рика                                       | 10,0                                             | 474                                              | Америка                                          | Центральна Америка                               |
| Сальвадор                                        | 69,2                                             | 4308                                             | Америка                                          | Центральна Америка                               |
| Гватемала                                        | 38,5                                             | 5681                                             | Америка                                          | Центральна Америка                               |
| Гондурас                                         | 91,6                                             | 7104                                             | Америка                                          | Центральна Америка                               |
| Мексика                                          | 16,9                                             | 25757+                                           | Америка                                          | Центральна Америка                               |
| Нікарагуа                                        | 13,6                                             | 785                                              | Америка                                          | Центральна Америка                               |
| Панама                                           | 21,6                                             | 759                                              | Америка                                          | Центральна Америка                               |
| Бермудські Острови                               | 12,3                                             | 8                                                | Америка                                          | Північна Америка                                 |
| Канада                                           | 1,6                                              | 554                                              | Америка                                          | Північна Америка                                 |
| США                                              | 4,2                                              | 12996                                            | Америка                                          | Північна Америка                                 |
| Аргентина                                        | 5, 5                                             | 2637                                             | Америка                                          | Південна Америка                                 |
| Болівія                                          | 8,9                                              | 884                                              | Америка                                          | Південна Америка                                 |
| Бразилія                                         | 21,0                                             | 40974                                            | Америка                                          | Південна Америка                                 |
| Чилі                                             | 3,2                                              | 541                                              | Америка                                          | Південна Америка                                 |
| Колумбія                                         | 33,4                                             | 15459+                                           | Америка                                          | Південна Америка                                 |
| Еквадор                                          | 15,2                                             | 2638                                             | Америка                                          | Південна Америка                                 |
| Французька Гвіана                                | 13,3                                             | 30                                               | Америка                                          | Південна Америка                                 |
| Гаяна                                            | 18,6                                             | 140                                              | Америка                                          | Південна Америка                                 |
| Парагвай                                         | 11,5                                             | 741                                              | Америка                                          | Південна Америка                                 |
| Перу                                             | 10,3                                             | 2969                                             | Америка                                          | Південна Америка                                 |
| Суринам                                          | 4,6                                              | 24                                               | Америка                                          | Південна Америка                                 |
| Уругвай                                          | 5,9                                              | 199                                              | Америка                                          | Південна Америка                                 |
| Венесуела                                        | 45,1                                             | 13080                                            | Америка                                          | Південна Америка                                 |
| Казахстан                                        | 8,8                                              | 1418                                             | Азія                                             | Центральна Азія                                  |
| Киргизстан                                       | 20,1                                             | 1072                                             | Азія                                             | Центральна Азія                                  |
| Таджикистан                                      | 2,1                                              | 143                                              | Азія                                             | Центральна Азія                                  |
| Туркменістан                                     | 4,2                                              | 203                                              | Азія                                             | Центральна Азія                                  |
| Узбекистан                                       | 3,1                                              | 831                                              | Азія                                             | Центральна Азія                                  |
| КНР                                              | 1,0                                              | 13410                                            | Азія                                             | Східна Азія                                      |
| Тайвань                                          | 3,2                                              | 743                                              | Азія                                             | Східна Азія                                      |
| Північна Корея                                   | 15,2                                             | 3658                                             | Азія                                             | Східна Азія                                      |
| Гонконг                                          | 0,2                                              | 17                                               | Азія                                             | Східна Азія                                      |
| Японія                                           | 0,3                                              | 442                                              | Азія                                             | Східна Азія                                      |
| Макао                                            | 0,7                                              | 4                                                | Азія                                             | Східна Азія                                      |
| Монголія                                         | 8,7                                              | 239                                              | Азія                                             | Східна Азія                                      |
| Південна Корея                                   | 2,6                                              | 1251                                             | Азія                                             | Східна Азія                                      |
| Бруней                                           | 0,5                                              | 2                                                | Азія                                             | Південно-Східна Азія                             |
| Камбоджа                                         | 3,4                                              | 448                                              | Азія                                             | Південно-Східна Азія                             |
| Індонезія                                        | 8,1                                              | 18963                                            | Азія                                             | Південно-Східна Азія                             |
| Лаос                                             | 4,6                                              | 279                                              | Азія                                             | Південно-Східна Азія                             |
| Малайзія                                         | 2,+3                                             | 604                                              | Азія                                             | Південно-Східна Азія                             |
| М'янма                                           | 10,2                                             | 4800                                             | Азія                                             | Південно-Східна Азія                             |
| Філіппіни                                        | 5,4                                              | 4947                                             | Азія                                             | Південно-Східна Азія                             |
| Сінгапур                                         | 0,3                                              | 16                                               | Азія                                             | Південно-Східна Азія                             |
| Таїланд                                          | 4,8                                              | 3307                                             | Азія                                             | Південно-Східна Азія                             |
| Східний Тимор                                    | 6,9                                              | 75                                               | Азія                                             | Південно-Східна Азія                             |
| В'єтнам                                          | 1,6                                              | 1346                                             | Азія                                             | Південно-Східна Азія                             |
| Афганістан                                       | 2,4                                              | 712+                                             | Азія                                             | Південна Азія                                    |
| Бангладеш                                        | 2,7                                              | 3988                                             | Азія                                             | Південна Азія                                    |
| Бутан                                            | 1,0                                              | 7                                                | Азія                                             | Південна Азія                                    |
| Індія                                            | 3,4                                              | 40752                                            | Азія                                             | Південна Азія                                    |
| Іран                                             | 3,0                                              | 2215                                             | Азія                                             | Південна Азія                                    |
| Мальдіви                                         | 1,6                                              | 5                                                | Азія                                             | Південна Азія                                    |
| Непал                                            | 2,8                                              | 818                                              | Азія                                             | Південна Азія                                    |
| Пакистан                                         | 7,8                                              | 13860+                                           | Азія                                             | Південна Азія                                    |
| Шрі-Ланка                                        | 3,6                                              | 745                                              | Азія                                             | Південна Азія                                    |
| Вірменія                                         | 1,4                                              | 44                                               | Азія                                             | Західна Азія                                     |
| Азербайджан                                      | 2,2                                              | 206                                              | Азія                                             | Західна Азія                                     |
| Бахрейн                                          | 0,6                                              | 6                                                | Азія                                             | Західна Азія                                     |
| Грузія                                           | 4,3                                              | 187                                              | Азія                                             | Західна Азія                                     |
| Кіпр                                             | 1,7                                              | 19                                               | Азія                                             | Західна Азія                                     |
| Ірак                                             | 2,0                                              | 608+                                             | Азія                                             | Західна Азія                                     |
| Ізраїль                                          | 2,1                                              | 159                                              | Азія                                             | Західна Азія                                     |
| Йорданія                                         | 1,8                                              | 100                                              | Азія                                             | Західна Азія                                     |
| Кувейт                                           | 2,2                                              | 59                                               | Азія                                             | Західна Азія                                     |
| Ліван                                            | 2,2                                              | 95                                               | Азія                                             | Західна Азія                                     |
| Палестина                                        | 4,1                                              | 145                                              | Азія                                             | Західна Азія                                     |
| Оман                                             | 0,7                                              | 18                                               | Азія                                             | Західна Азія                                     |
| Катар                                            | 0,9                                              | 13                                               | Азія                                             | Західна Азія                                     |
| Саудівська Аравія                                | 1,0                                              | 265+                                             | Азія                                             | Західна Азія                                     |
| Сирія                                            | 2,3                                              | 463+                                             | Азія                                             | Західна Азія                                     |
| Туреччина                                        | 3,3                                              | 2320                                             | Азія                                             | Західна Азія                                     |
| ОАЕ                                              | 0,8                                              | 39                                               | Азія                                             | Західна Азія                                     |
| Ємен                                             | 4,2                                              | 990+                                             | Азія                                             | Західна Азія                                     |
| Білорусь                                         | 4,9                                              | 473                                              | Європа                                           | Східна Європа                                    |
| Болгарія                                         | 2,0                                              | 147                                              | Європа                                           | Східна Європа                                    |
| Чехія                                            | 1,7                                              | 181                                              | Європа                                           | Східна Європа                                    |
| Угорщина                                         | 1,3                                              | 133                                              | Європа                                           | Східна Європа                                    |
| Польща                                           | 1,1                                              | 436                                              | Європа                                           | Східна Європа                                    |
| Молдова                                          | 7,5                                              | 267                                              | Європа                                           | Східна Європа                                    |
| Румунія                                          | 2,0                                              | 421                                              | Європа                                           | Східна Європа                                    |
| Росія                                            | 9,3                                              | 13180                                            | Європа                                           | Східна Європа                                    |
| Словаччина                                       | 1,5                                              | 84                                               | Європа                                           | Східна Європа                                    |
| Україна                                          | 9,2                                              | 3844                                             | Європа                                           | Східна Європа                                    |
| Данія                                            | 0,9                                              | 47                                               | Європа                                           | Північна Європа                                  |
| Естонія                                          | 5,2                                              | 70                                               | Європа                                           | Північна Європа                                  |
| Фінляндія                                        | 2,2                                              | 118                                              | Європа                                           | Північна Європа                                  |
| Гренландія                                       | 19,2                                             | 11                                               | Європа                                           | Північна Європа                                  |
| Ісландія                                         | 0,3                                              | 1                                                | Європа                                           | Північна Європа                                  |
| Ірландія                                         | 1,2                                              | 54                                               | Європа                                           | Північна Європа                                  |
| Латвія                                           | 3,1                                              | 70                                               | Європа                                           | Північна Європа                                  |
| Литва                                            | 6,6                                              | 219                                              | Європа                                           | Північна Європа                                  |
| Норвегія                                         | 0,6                                              | 29                                               | Європа                                           | Північна Європа                                  |
| Швеція                                           | 1,0                                              | 91                                               | Європа                                           | Північна Європа                                  |
| Велика Британія                                  | 1,2                                              | 722                                              | Європа                                           | Північна Європа                                  |
| Албанія                                          | 4,0                                              | 127                                              | Європа                                           | Південна Європа                                  |
| Андорра                                          | 1,3                                              | 1                                                | Європа                                           | Південна Європа                                  |
| Боснія і Герцеговина                             | 1,5                                              | 56                                               | Європа                                           | Південна Європа                                  |
| Хорватія                                         | 1,4                                              | 62                                               | Європа                                           | Південна Європа                                  |
| Греція                                           | 1,5                                              | 176                                              | Європа                                           | Південна Європа                                  |
| Італія                                           | 0,9                                              | 529                                              | Європа                                           | Південна Європа                                  |
| Мальта                                           | 1,0                                              | 4                                                | Європа                                           | Південна Європа                                  |
| Чорногорія                                       | 3,5                                              | 22                                               | Європа                                           | Південна Європа                                  |
| Португалія                                       | 1,2                                              | 124                                              | Європа                                           | Південна Європа                                  |
| Сербія                                           | 1,2                                              | 123                                              | Європа                                           | Південна Європа                                  |
| Словенія                                         | 0,7                                              | 15                                               | Європа                                           | Південна Європа                                  |
| Іспанія                                          | 0,8                                              | 390                                              | Європа                                           | Південна Європа                                  |
| Північна Македонія                               | 1,9                                              | 40                                               | Європа                                           | Південна Європа                                  |
| Австрія                                          | 0,6                                              | 56                                               | Європа                                           | Західна Європа                                   |
| Бельгія                                          | 1,7                                              | 180                                              | Європа                                           | Західна Європа                                   |
| Франція                                          | 1,1                                              | 682                                              | Європа                                           | Західна Європа                                   |
| Німеччина                                        | 0,8                                              | 690                                              | Європа                                           | Західна Європа                                   |
| Ліхтенштейн                                      | 2,8                                              | 1                                                | Європа                                           | Західна Європа                                   |
| Люксембург                                       | 2,5                                              | 12                                               | Європа                                           | Західна Європа                                   |
| Монако                                           | 0,0                                              | 0                                                | Європа                                           | Західна Європа                                   |
| Нідерланди                                       | 1,1                                              | 179                                              | Європа                                           | Західна Європа                                   |
| Швейцарія                                        | 0,7                                              | 52                                               | Європа                                           | Західна Європа                                   |
| Австралія                                        | 1,0                                              | 229                                              | Океанія                                          | Австралія                                        |
| Нова Зеландія                                    | 0,9                                              | 39                                               | Океанія                                          | Австралія                                        |
| Фіджі                                            | 2,8                                              | 23                                               | Океанія                                          | Меланезія                                        |
| Папуа Нова Гвінея                                | 13,0                                             | 854                                              | Океанія                                          | Меланезія                                        |
| Соломонові Острови                               | 3,7                                              | 19                                               | Океанія                                          | Меланезія                                        |
| Вануату                                          | 0,9                                              | 2                                                | Океанія                                          | Меланезія                                        |
| Гуам                                             | 0,6                                              | 1                                                | Океанія                                          | Мікронезія                                       |
| Кірибаті                                         | 7,3                                              | 7                                                | Океанія                                          | Мікронезія                                       |
| Федеративні Штати Мікронезії                     | 0,9                                              | 1                                                | Океанія                                          | Мікронезія                                       |
| Науру                                            | 9,8                                              | 1                                                | Океанія                                          | Мікронезія                                       |
| Палау                                            | 0,0                                              | 0                                                | Океанія                                          | Мікронезія                                       |
| Французька Полінезія                             | 0,4                                              | 1                                                | Океанія                                          | Полінезія                                        |
| Самоа                                            | 1,1                                              | 2                                                | Океанія                                          | Полінезія                                        |
| Тонга                                            | 1,0                                              | 1                                                | Океанія                                          | Полінезія                                        |

### За макрорегіонами
| Список макрорегіонів за рівнем убивств на 100 тисяч осіб | Список макрорегіонів за рівнем убивств на 100 тисяч осіб | Список макрорегіонів за рівнем убивств на 100 тисяч осіб | Список макрорегіонів за рівнем убивств на 100 тисяч осіб |
| Макрорегіон                                              | Рівень                                                   | Загальне число вбивств                                   | Частина світу                                            |
| -------------------------------------------------------- | -------------------------------------------------------- | -------------------------------------------------------- | -------------------------------------------------------- |
| Східна Африка                                            | 21,9                                                     | 69344                                                    | Африка                                                   |
| Центральна Африка                                        | 20, 8                                                    | 25330                                                    | Африка                                                   |
| Північна Африка                                          | 5,9                                                      | 12276                                                    | Африка                                                   |
| Південна Африка                                          | 30,5                                                     | 17484                                                    | Африка                                                   |
| Західна Африка                                           | 15,4                                                     | 44671                                                    | Африка                                                   |
| Карибський Басейн                                        | 16,9                                                     | 7001                                                     | Америка                                                  |
| Центральна Америка                                       | 28,5                                                     | 45050                                                    | Америка                                                  |
| Північна Америка                                         | 3,9                                                      | 13558                                                    | Америка                                                  |
| Південна Америка                                         | 20,0                                                     | 79039                                                    | Америка                                                  |
| Центральна Азія                                          | 6,1                                                      | 3667                                                     | Азія                                                     |
| Східна Азія                                              | 1,3                                                      | 19828                                                    | Азія                                                     |
| Південно-Східна Азія                                     | 6,0                                                      | 34787                                                    | Азія                                                     |
| Південна Азія                                            | 3,8                                                      | 63102                                                    | Азія                                                     |
| Західна Азія                                             | 2,6                                                      | 5736                                                     | Азія                                                     |
| Східна Європа                                            | 6,+4                                                     | 19 072                                                   | Європа                                                   |
| Північна Європа                                          | 1,5                                                      | 1432                                                     | Європа                                                   |
| Південна Європа                                          | 1,4                                                      | 1669                                                     | Європа                                                   |
| Західна Європа                                           | 1,0                                                      | 1852                                                     | Європа                                                   |
| Австралія                                                | 1,0                                                      | 268                                                      | Океанія                                                  |
| Меланезія                                                | 11,1                                                     | 898                                                      | Океанія                                                  |
| Мікронезія                                               | 2,5                                                      | 10                                                       | Океанія                                                  |
| Полінезія                                                | 0,1                                                      | 3                                                        | Океанія                                                  |

### По частинах світу
| Список частин світу за рівнем убивств на 100 тисяч осіб | Список частин світу за рівнем убивств на 100 тисяч осіб | Список частин світу за рівнем убивств на 100 тисяч осіб |
| Частина світу                                           | Рівень                                                  | Загальне число вбивств                                  |
| ------------------------------------------------------- | ------------------------------------------------------- | ------------------------------------------------------- |
| Африка                                                  | 17,0                                                    | 169105                                                  |
| Америка                                                 | 15, 4                                                   | 144648                                                  |
| Азія                                                    | 3,1                                                     | 127120                                                  |
| Європа                                                  | 3,5                                                     | 24025                                                   |
| Океанія                                                 | 2,9                                                     | 1180                                                    |
| Світ                                                    | 6,9                                                     | 466078                                                  |

## Інші дослідження
Дослідження 2020 року, проведене InSight Crime, показало, що на Ямайці найвищий рівень вбивств у Латинській Америці та Карибському басейні, а у Венесуелі – другий за рівнем.